# Buddhista nézetek a halálbüntetésről
A buddhisták nézetei a halálbüntetésről megoszlanak az egyes buddhista országok hagyományaival és a különböző értelmezésekkel összefüggésben. A legtöbb hagyományosan buddhista országban hivatalosan nem törölték el teljesen a halálbüntetést. Nepál, Bhután és Kambodzsa törvényben tiltja a halálbüntetést, Dél-Korea, Laosz, Mianmar és Srí Lanka egyáltalán nem alkalmazzák a halálbüntetést (bár a törvény még létezik). Mongóliában évekkel ezelőtt moratóriumot hirdettek a halálbüntetésre. Bár jogilag még nem szűnt meg, a gyakorlatban már nem alkalmazzák (a legutolsó kivégzés 2008-ban volt).

## Áttekintés
Az öt fogadalomból (panca síla) a legelső tiltja az élet elpusztítását. A Dhammapada tizedik fejezete szerint:
Mindenki fél a büntetéstől; mindenki fél a haláltól, ahogy te is. Ezért ne ölj, és ne öless. Mindenki fél a büntetéstől; mindenki szereti az életet, ahogy te is. Ezért ne ölj, és ne öless.
A Dhammapada 26-ik, legutolsó fejezetében ez szerepel: "Brahminnak hívom őt, aki letette a fegyvert és minden teremtmény felé felhagyott az erőszakkal. Ő nem öl és nem segít másokat sem, hogy öljenek". Ezeket a mondatokat sok buddhista (különösen a modern Nyugaton) a halálbüntetéshez vezető jogszabályok alapvető ellenzéseként értelmezi. Ugyanakkor, ahogy a legtöbb szent irattal kapcsolatban, itt is alapvető nézeteltérések vannak az írás értelmezésével kapcsolatban. Thaiföldön, ahol a buddhizmus a hivatalos vallás, a büntetőjog része a halálbüntetés, és ugyanez a helyzet a buddhista többségű országokban: Srí Lankán, Mongóliában, és Mianmarban, noha ez utóbbi 1997 óta nem hajt végre halálbüntetést. Továbbá az egész történelemben a buddhista hivatalos vallású országok (Távol-Kelet és Indokína) java része gyakorolta a halálbüntetést. Kivételt jelent az, amikor Szaga japán császár 818-ban betiltotta a halálbüntetést. Ez 1165-ig tartott, bár a földesurak a saját birtokaikon ez alatt is alkalmazták a büntetést.
Bár a buddhizmus az ölést sem önvédelem, sem pedig bosszú esetén sem fogadja el, elfogadja viszont akkor, ha nagyobb szenvedés megelőzése a cél. Santidéva Bódhicsarjavatarája (8. század) a szenvedés elkerülése érdekében engedélyezi az erőszakot: "Mindig mások hasznáért cselekedj. Még ami tiltott, is engedélyezetté válik, ha a cselekvő előre látja, hogy végső soron jóra fordul"; "Bár azok védelmezője lehetnék, akiknek nincs védelmezője"; "Ha egyvalaki szenvedése árán sokak szenvedése tűnik el, a könyörületes  előidézi ezt a szenvedést a mások érdekében". Az Upája-kausalja-szútra (hasznos gondolatok) egy bódiszattva történetéről számol be, aki egy rablógyilkos megölésével több száz ember életét mentette meg. Más mahájána írások szerint az önvédelemből ölés megmenti a gyilkost a rossz karmától, és jó karmát teremt a védekező számára, feltéve, hogy az illető a könyörületesség szellemében cselekszik. Ezt a japán buddhista tradíció isszacu tásó-nak nevezi, aminek jelentése: "egy (agresszor) megölése sok (ártatlan) életben maradása céljából", és a "hasznos gondolatok" egy manifesztációja. A misztikus Zen buddhizmus (amire japánul Busidó néven hivatkoznak) egy hagyományos kifejezése: "a kard, ami (igazságosan) öl, azonos a karddal, ami életet ad".
Mindezek miatt kevés buddhista csoport tiltja meg, hogy buddhisták katonák, rendőrök, vagy farmernek legyenek (ez utóbbit a buddhizmus szintén egy öléssel együtt járó foglalkozásnak tekinti), és egyesek azzal érvelnek, hogy a halálbüntetés engedélyezhető, ha megelőző céllal történik. Általában a többségi buddhista csoportok a Japánhoz, Koreához és Tajvanhoz hasonló szekuláris országokban inkább halálbüntetés elleni álláspontot foglalnak el, míg Thaiföldön, Srí Lankán és Bhutánban, ahol a buddhizmusnak erős politikai befolyása van, ennek ellentéte áll fenn. A megtorló célú halálbüntetést majdnem minden buddhista csoport ellenzi.